# Wu-Tang Clan
A Wu-Tang Clan New York-i hiphopegyüttes. A tagok között vannak többszörös platinalemezzel rendelkező szóló művészek, producerek, Grammy-díjasok, televíziós és filmsztárok, forgatókönyvírók, termékszóvivők, üzlettulajdonosok, és újabban, mozifilmek zeneszerzői. A Clanban egészen Russell Jones (más néven Ol' Dirty Bastard) haláláig kilenc MC szerepelt.
Debütálásuk óta bemutattak és elindítottak számtalan más művészt és együttest, és már 1994-ben több mint 300 fő Wu Fam taggal rendelkeztek, mint például a Wu-Tang Killa Beez, ami rapperekből, producerekből, lemezkiadói vezetőkből áll, vagy többek között olyan előadókkal, mint Popa Wu, Street Life, a GP Wu, Shyheim, a Killarmy, és még sokan mások.

## Történet

### Alapítás
Az alapító tagok RZA, GZA és Ol' Dirty Bastard voltak, akik előzőleg megalapították a Force of the Imperial Master csapatot (később All in Together Now néven futottak, miután kiadtak egy ilyen nevű kislemezt). A csapat felkeltette az érdeklődését néhány ismertebb embernek a zeneiparban, mint például Biz Markie, de nem tudtak tető alá hozni lemez szerződést. Miután a csapat feloszlott, GZA (akkoriban The Geniusként) és RZA (akkoriban Prince Rakeem néven) elindultak a szólókarrier útján Cold Chillin' Records és Tommy Boy Records zászlaja alatt, de nem túl sok sikerrel. A hiphop zeneiparral való dolgozásuk során szerzett frusztrációjuk szolgáltathatta az apropót ahhoz, ami elvezetett a Wu-Tang Clan forradalmi üzleti tervéhez. A Wu-Tang Clan kézikönyv elmondása alapján, az együttes alapításakor RZA megígérte a többi tagnak, hogy ha átengedik az ellenőrzést neki a Wu-Tang Clan család felett, akkor meghódítják a hiphop világot egy dinasztia ciklus alatt, ami után lemondana az irányításról.
A „Wu-Tang” név a Wu Dang (Wudang Shan) kínai szent hegy nevéből származik. Ez a hegy a közép-Kína Hubei tartományának északkeleti részén fekszik, és hosszú éveken át összefonódott a kínai kultúrával, különösen a taoizmussal, a harcművészetekkel és orvoslással. Itt volt a Ming-dinasztia Lila Császárvárosa is, ami Yongle császár uralkodása alatt épült, a korai 15. században. RZA és Ol’ Dirty Bastard azután vették fel ezt a nevet a csapatnak, miután látták a Shaolin and Wu-Tang című kungfu filmet, ami olyan harcosok iskolájáról szól, akiket Wu-Tang stílusban edzettek. Az együttes debütáló albumán néhol felhasználnak a Shaolin vs. Wu-Tang film zenéjéből, felosztva azt Shaolin és Wu-Tang szekciókra. Többnyire párbeszédek is hallhatók a filmből.
Az együttes több mondatot is kreált a névhez (csakúgy mint hiphop pionírok közül KRS-One és Big Daddy Kane), úgy mint „We Usually Take All Niggas' Garments”, "Witty Unpredictable Talent And Natural Game" és "Wisdom, Universe, Truth, Allah, Nation, and God".
Popa Wu azt is megemlítette, hogy a „Wu” az a hang, amit egy kard ad, ahogy a levegőben suhan, a „Tang” szó pedig amikor az egy pajzsnak ütközik.

### Enter the Wu-Tang

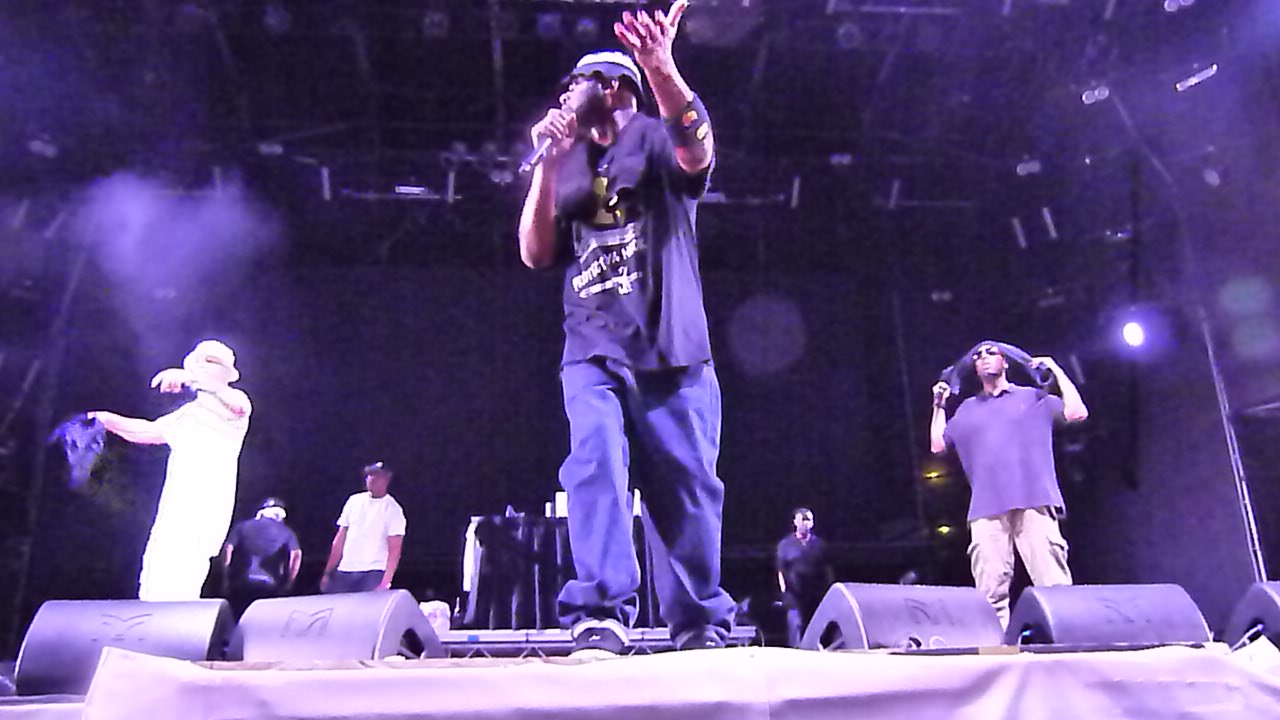
Masta Killa: New Yorktól Budapestig, a hiphop egyesít minket

A Clan 1993-ban lett először ismert a hiphop rajongók és nagyobb lemezkiadók körében, azt követően, hogy kiadták a „Protect Ya Neck” című kislemezt, ami azonnal egy elég nagy rajongótábort adott a csapatnak. Ezután adódott egy kis nehézség abban, hogy úgy találjanak lemezkiadót maguknak, ahol engedélyezik a tagoknak, hogy szólóalbumokat is csinálhassanak. Végül a Loud/RCA kiadó beleegyezett. Ezután kiadhatták a debütáló albumukat 1993 végén, és az Enter the Wu-Tang (36 Chambers) címet adták neki. Ez az album népszerű volt és kritikailag is elismert, bár időbe telt, amíg befutott. Ez megalapozta a csapat sikereit a '90-es években, mint egy kreatív és befolyásoló erő a hiphopban. Ezután a tagok külön-külön is elindultak a szólókarrier irányába. RZA a wuforever.com honlapon ezt nyilatkozta:
„Újraértelmeztük azt, ahogy a hiphop felépítve volt, ami alatt azt értem: ha van egy csapatod, ami szerződve van egy lemezkiadóhoz, attól még a mi megállapodásaink ugyanolyanok maradtak, mint bárki másé… még mindig tudnánk bármilyen lemezcéggel tárgyalni, ahogyan Meth a Def Jammel futott, Rae a Loudnál maradt, Ghost a Sonyhoz, GZA a Geffenhez ment, érted? … és ezek a kiadók még mindig felteszik az album végére, hogy „Razor Sharp Records” … a Wu Tang egy pénzügyi akció. Szóval mit akarsz még változatossá tenni? A nyereséged?”

### A szólóalbumok első köre
Azt az időszakot, ami az Enter The Wu-Tang és a csapat második albuma között telt el, „a hiphop legnagyobb sikertörténeteinek egyikének” tartják. RZA volt az első, aki az album sikerei folytán megindult. Megalapította a Gravediggazt. Tagjai: Prince Paul (The Undertaker), Frukwan (The Gatekeeper) - mindkettő a Stetsasonicból - és Too Poetic (The Grym Reaper) és természetesen RZA (The Rzarector). 1994 augusztusában kiadták a 6 Feet Deep című albumukat, ami a horrorcore egyik legismertebb munkái közé emelkedett.
Mindig is Method Man volt az, aki először ki akart törni az együttes soraiból, egy ma már klasszikusnak számító szóló dallal. 1994 novemberében adta ki az első szóló albumát Tical címen. A teljes album producere RZA volt. Az album nyelvezete ugyanolyan nyers és durva volt, mint amit elkezdek a 36 Chambersszel. RZA hatása az albumra jóval több volt annál, hogy csak dob koncepciókat állított össze a dalok alapjául. Az "All I Need" szám erről az albumról győztesként került ki az 1995-ös Grammy-díj átadóján, a „Legjobb Rap Előadás” kategóriában. Ez a megközelítés fellelhető minden szóló projekten az együttes tagjainál. Ol’ Dirty Bastard is sikeres lett 1995 elején a Return to the 36 Chambers: The Dirty Version albummal, ami még keményebb és „mocskosabb” lett. Szintén 1995-ben jelent Raekwontól az Only Built 4 Cuban Lynx, és GZA-tól a Liquid Swords, valamint 1996-ban Ghostface Killah-tól az Ironman.De ezek közül messze ODB aratta a legnagyobb sikert.

## Diszkográfia
- Enter the Wu-Tang (36 Chambers) (1993)
- Wu-Tang Forever (1997)
- The W (2000)
- Iron Flag (2001)
- 8 Diagrams (2007)
- A Better Tomorrow (2014)
- Once Upon a Time in Shaolin (2015)
- The Saga Continues (2017)

## Fordítás
- Ez a szócikk részben vagy egészben  a   Wu-Tang Clan című angol Wikipédia-szócikk fordításán alapul.  Az eredeti cikk szerkesztőit annak laptörténete sorolja fel. Ez a jelzés csupán a megfogalmazás eredetét és a szerzői jogokat jelzi, nem szolgál a cikkben szereplő információk forrásmegjelöléseként.